# Casa del Paseo y Capilla de San Juan
La casa del Paseo y capilla de San Juan son un Bien de Interés Cultural con la categoría de Sitio Histórico localizado en el término municipal de Güímar, en la isla de Tenerife (Canarias, España). Se encuentra en el Barrio de San Juan o Güímar de Arriba.

## Historia
Los inmuebles de la Casa del Paseo y Capilla de San Juan constituyen el núcleo fundacional de la ciudad de Güímar, remontando sus orígenes a 1500, cuando el Adelantado asigna una data a Blasino Plombino o de Inglesco y a su hermano Juan Felipe, mercaderes romanos. Instalarán un ingenio azucarero, aprovechando las aguas del Río de Güímar, configurándose un pequeño núcleo entre los barrancos del Agua y Badajoz, integrado por trabajadores del ingenio y los campos de caña y articulado alrededor de la vivienda principal, posible germen de la Casa del Paseo.
La data es transferida a Francisco de Vargas en 1505, cuyo apoderado García de Cañamares será el verdadero fundador del pueblo a partir de 1506, construyendo la ermita de San Juan en 1534, junto al ingenio azucarero. Tras sucesivas herencias, la titularidad de la hacienda pasa en 1556 al capitán Pedro de Alarcón, que se instala con su esposa Argenta de Franquis, existiendo una referencia del escribano Sancho de Urtate (1573) sobre la Hacienda de San Juan de Güímar y una descripción de la casa principal como "casa terrera", junto a dependencias ajenas.
A finales del siglo XVI el ingenio deja de funcionar, recayendo la inmensa hacienda, que se extendía desde el Lomo de Agache hasta Arafo, en el linaje de Luis Tomás Baulén de Ocampo en 1672. El templo se arruinó en el siglo XVII, reedificándose en el XVIII y modificada radicalmente en su fachada durante el XX. Asimismo, la Casa del Paseo sufrió transformaciones sucesivas.
No obstante, a principios del siglo XVII el núcleo de población se desplaza al llamado Güímar de Abajo, alrededor de un antiguo tanque de agua y donde se erige en 1602-1608 el primitivo templo de San Pedro. El enclave de San Juan pasaría a denominarse Güímar de Arriba.

## Descripción

### Capilla de San Juan
La Capilla de San Juan consta de una nave, flanqueada por torre de planta cuadrada. En la cabecera del templo se sitúa la capilla mayor, cuyo pavimento se halla elevado con respecto al resto del templo. Esta capilla, que alberga el Presbiterio, se halla ocupada por un retablo de madera policromada, datable en el siglo XVIII, aunque presenta intervenciones posteriores. El retablo de tres calles tiene un altar del tipo "buche de paloma". En la predela aparece hornacina flanqueada en calles laterales por dos grabados dieciochescos enmarcados en unos interesantes marcos rococós, dorados y policromados. En el segundo cuerpo del retablo aparece la hornacina principal ocupada por la imagen titular. En el pasado este lugar era ocupado por un cuadro flamenco representando a San Juan, origen de la advocación, hoy en día está en colección particular. Aún se conservan las pequeñas andas de base triangular que servían para procesionar el cuadro original, sirviendo en la actualidad como peana de la escultura del precursor. A ambos lados de la hornacina, y en las calles laterales encontramos sendos cuadros pintados al óleo sobre lienzo que representan al Cristo de La Laguna y a la Virgen de Los Remedios de la misma ciudad. El coronamiento del retablo está constituido por un remate de madera recortada.
La policromía original se conserva solo en parte. Destaca por su importancia la policromía de las andas del cuadro procesional, representando flores. En muchas áreas del retablo intervino a principios de siglo Manuel López Ruiz con amarmolados contemporáneos y sus característicos angelotes.
Las otras dos paredes del presbiterio están cubiertas por pinturas murales al temple, obra asimismo de López Ruiz, que representan en tonos dorados y ocres escenas de la vida del Bautista y alegorías de las virtudes. También en el presbiterio encontramos un retrato de D. Luis Tomás Baulén y Fonseca, reedificador del templo.
La capilla mayor se separa de la nave por medio de un importante arco toral, realizado en madera policromada. Las agresivas "limpiezas" a las que se ha visto sometido han deteriorado sensiblemente la policromía de las columnas y basas. Sobre el arco destacan tres medallones representando a San Pedro, San Pablo y a San Luis, rey de Francia y santo protector del restaurador.
En la nave cabe señalar la imagen popular de San Sebastián, muy antigua pero desgraciadamente mal restaurada. También es interesante un Niño Jesús del tipo montañesino, revestido con túnica y capa y sosteniendo cetro. Esta imagen es de procedencia peninsular y se trata de un vaciado en plomo fundido.
Uno de los elementos más característicos de la iglesia es el púlpito de madera policromada representando amarmolados. En las tablas que conforman la copa aparecen los evangelistas, relativamente bien conservados.
La capilla tiene una cubierta de madera con la característica forma de artesa invertida. El artesonado de la capilla mayor, de cuatro aguas, ocupa un cuadrado. En el centro existe un harneruelo plano decorado con un angelote de López Ruiz que simula sostener la cadena de la lámpara central. La nave se cubre con un artesonado a tres aguas con largo harneruelo.
Al exterior y sobre la portada encontramos un escudo de mármol con las armas de D. Luis Tomás Baulén y Fonseca. La corona del remate aparece deteriorada por perdigonazos recibidos durante la Guerra Civil Española.

### Casa del Paseo
En los Protocolos de Sancho de Urtarte encontramos una descripción de la Casa del Paseo en los momentos en que era habitada por Argenta de Franquis:
"Argenta de Franquis, viuda de Pedro de Alarcón, moradora en el valle y heredamiento de Güímar, dice que en la partición de este heredamiento, ingenio, aguas, tierras, cañaverales, molino y casas entre ella y los hijos herederos de Pedro de Alarcón, así del primer matrimonio... y entre otras cosas a la otorgante le adjudicaron fue la mitad de una casa terrera, cubierta de teja, con su palacio y una cueva por cocina y un sitio de corral que está detrás y a un lado de la dicha casa. () la casa está situada en este heredamiento, frontero de la iglesia de San Juan. Lindante por delante con el camino que va al Mocanal, y por las espaldas de la dicha casa linda con otro camino que va a dar a una cueva y casas pajiza".
La casa presentaba una planta en U. Entre las crujías se encerraba un patio muy característico recorrido por un porche, de los denominados popularmente "alpende". Este patio dio nombre en ocasiones a la casa que se llegó a llamar la Casa del Patio. En el pernoctaban y bailaban la noche de la víspera de San Juan muchos romeros que venían a visitar la capilla con motivo de la fiesta del santo. Todo el perímetro exterior de la casa se hallaba recorrido por un corredor cubierto con teja. El conjunto estaba formado por varias construcciones que correspondían básicamente con las tres crujías. En dos tercios de la fábrica se levantaba, y aún se levanta una segunda planta que funcionaba como granero.
En el siglo XVIII la casa pasó a ser propiedad de la familia Baulén Fonseca, aristócratas que entraron en la posesión del antiguo Heredamiento. A finales del siglo pasado la familia se extinguió, comenzando el inmueble a repartirse entre distintos dueños. Ésta ha sido una de las causas de su deterioro. A finales de los años setenta se demolió la crujía frontera con la plaza de San Juan. Al mismo tiempo se rehabilitaba la crujía Norte, que da al Barranco de El Río. 
En la actualidad se conserva en buen estado un tercio del "alpende" del patio, una de las partes más antiguas del edificio. 

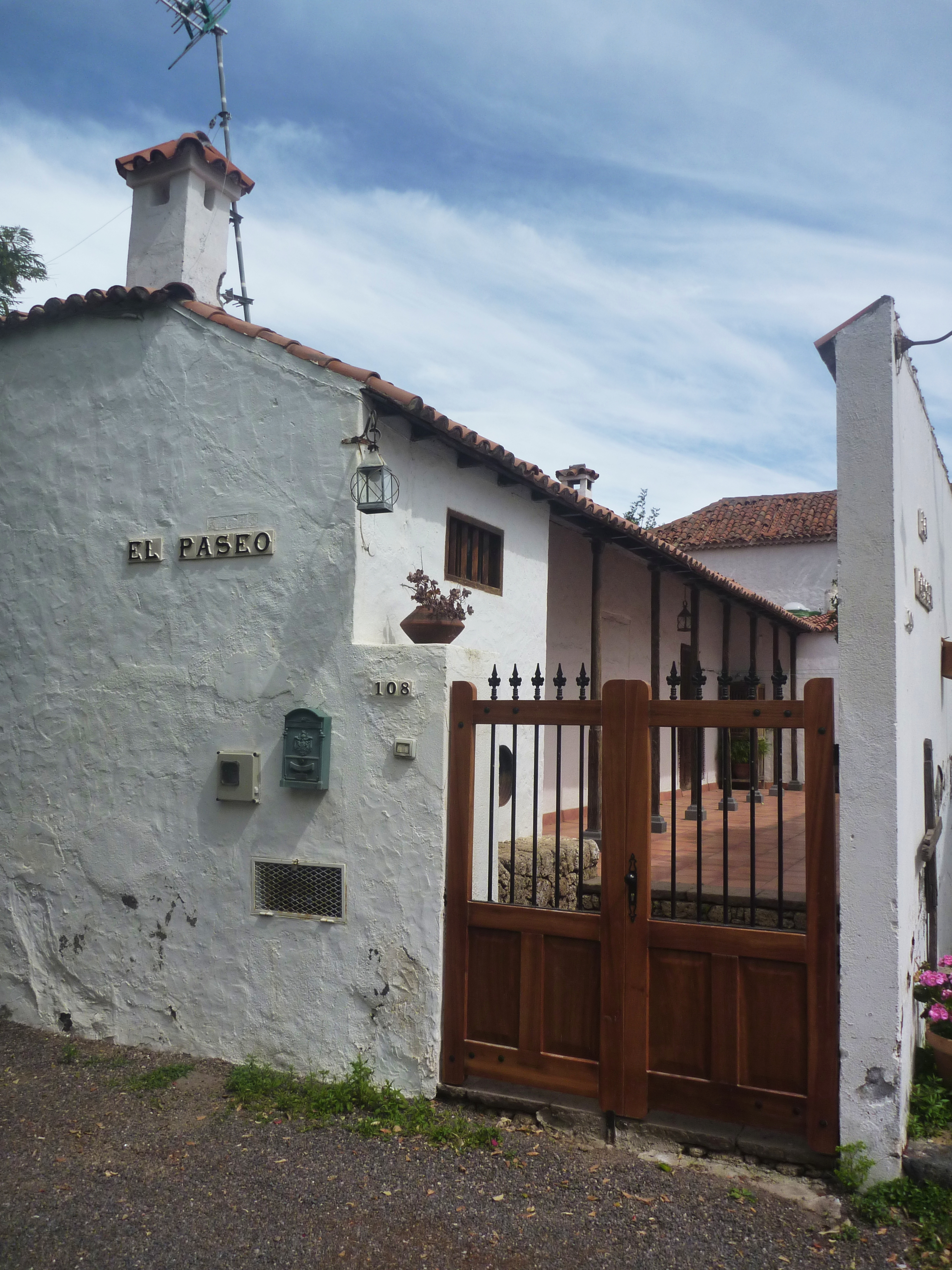
Casa del Paseo vista desde el lado oeste que da a la Ermita de San Juan.